# Chwalisław

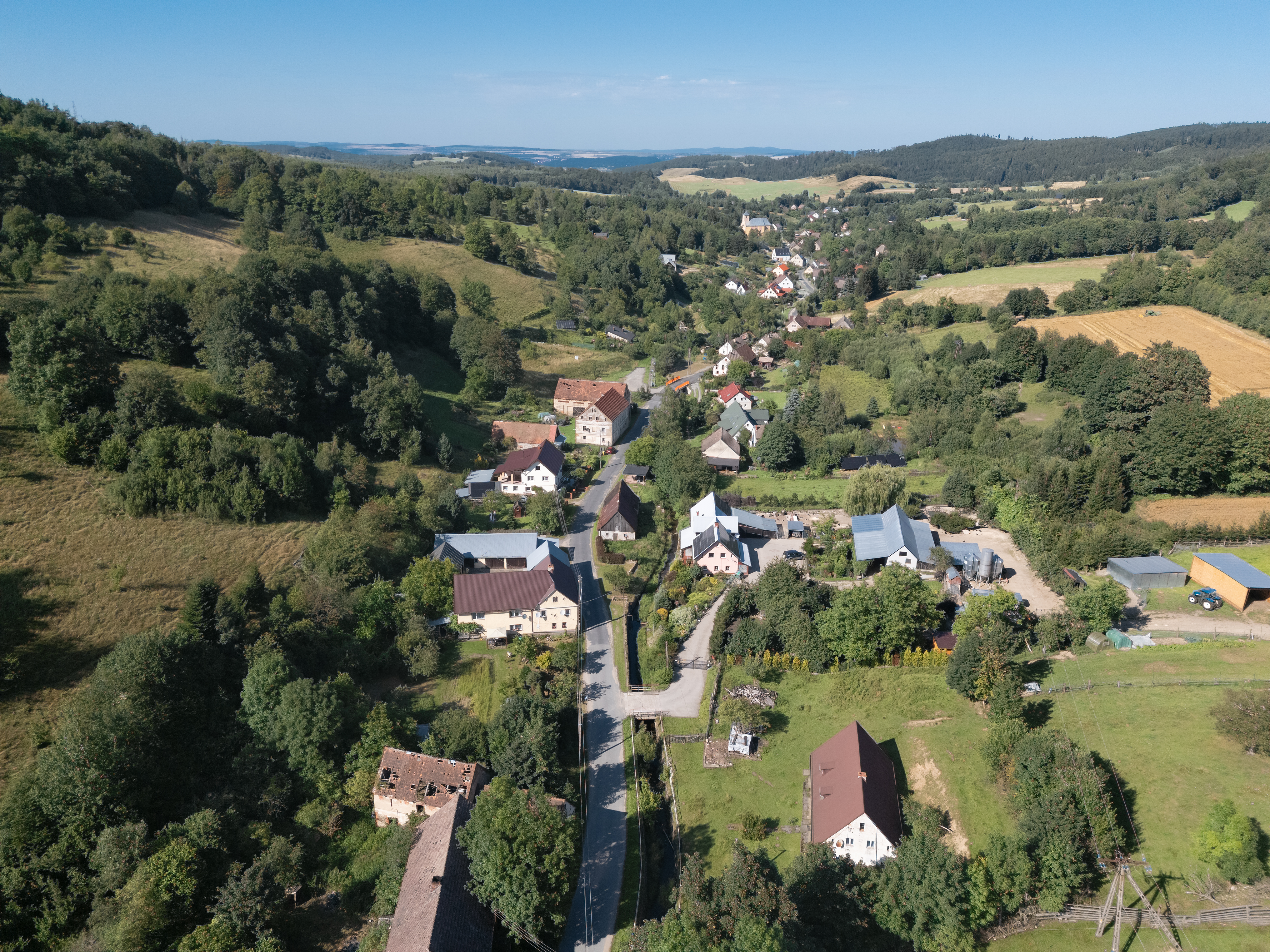
Chwalisław

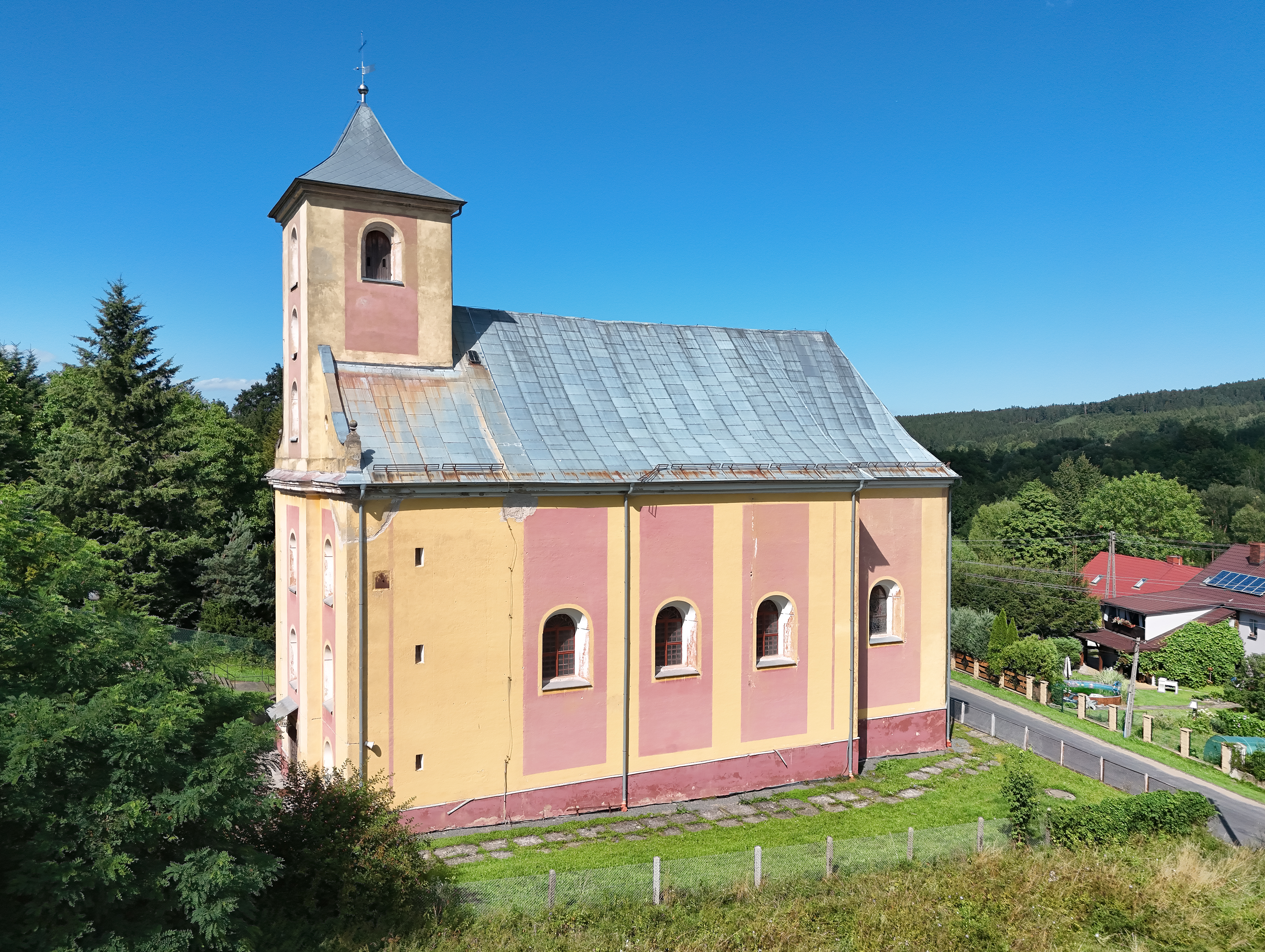
Kirche St. Jakob

Chwalisław (deutsch Follmersdorf) ist ein Dorf in der Stadt- und Landgemeinde Złoty Stok im Powiat Ząbkowicki in der Woiwodschaft Niederschlesien in Polen.

## Geographie
Chwalisław liegt im südlichsten Teil des Powiat Ząbkowicki (Frankenstein) im Reichensteiner Gebirge, sieben Kilometer südwestlich von Złoty Stok (Reichenstein). Nachbarorte sind Mąkolno (Maifritzdorf) im Nordosten und Laski (Heinrichswalde) im Nordwesten sowie die zum Glatzer Land gehörenden Radochów im Süden, Droszków und Jaszkowa Górna im Südwesten und Gajek (Hain) im Westen. Jenseits der Grenze zu Tschechien, die östlich verläuft, liegen Bílá Voda und U šišky (Tannzapfen). Südlich erheben sich der 680 Meter hohe Lysy Garb (Kahleberg) und der 697 Meter hohe Bzowiec (Schalasterberg).

## Geschichte
Follmersdorf wurde erstmals 1260 urkundlich als „villa Volmari“ in einer Urkunde des Breslauer Bischofs Thomas I. erwähnt, mit der er dem Zisterzienserkloster Kamenz dessen Güter sowie den Zehnten bestätigte. Es gehörte damals zum Herzogtum Breslau und gelangte 1290 an das Herzogtum Schweidnitz. Nach dessen Teilung 1321 fiel es an das neu begründete Herzogtum Münsterberg. Dessen Herzog Bolko II. übertrug sein Gebiet erst 1336 als ein Lehen an die Krone Böhmen, die ab 1526 die Habsburger innehatten. Bereits 1312 hatte der Münsterberger Bürger Hermann von Lauterbach seine Follmersdorfer Scholtisei dem Kloster Kamenz verkauft. 
Für das Jahr 1619 sind für Follmersdorf, das in älteren Urkunden und Landkarten auch in der Schreibweise Volmersdorff erscheint, je ein Erbscholze, Müller, Schäfer, Kirchschreiber und Gärtner belegt sowie 19 Bauern, 39 Häusler und 28 Hausgenossen. 1633 grassierte die Pest und im Dreißigjährigen Krieg wurde Follmersdorf 1638 wie die umliegenden Dörfer verwüstet. Unter Abt Gerhard Woywoda wurde 1722/26 an der Stelle eines Vorgängerbaus die Kirche St. Jakobus errichtet, die als Filiale der Pfarre Maifritzdorf unterstand.
Nach dem Ersten Schlesischen Krieg 1742 fiel Follmersdorf wie fast ganz Schlesien an Preußen. Für das Jahr 1785 ist eine Schule belegt sowie eine Schmiede und eine Wassermühle. Die damals 451 Einwohner lebten in 21 Bauerngehöften sowie in fünf Gärtner- und 58 Häusleranwesen. 
Nach der Aufhebung des Klosters Kamenz durch die Säkularisation 1810 gelangte Follmersdorf wie das übrige Stiftsgut 1812 an Prinzessin Friederike Louise Wilhelmine, eine Tochter des preußischen Königs Friedrich Wilhelm II. und spätere Königin der Niederlande.
Nach der Neugliederung Preußens gehörte Follmersdorf seit 1815 zur Provinz Schlesien und war ab 1818 dem Landkreis Frankenstein eingegliedert, mit dem es bis 1945 verbunden blieb. Von den 776 Einwohnern, die 1845 gezählt wurden, waren 771 katholisch und fünf evangelisch. Sie lebten damals in 155 Häusern. Seit 1874 gehörte Follmersdorf zusammen mit den Landgemeinden Maifritzdorf und Dörndorf (seit 1945 Płonica) zum Amtsbezirk Maifritzdorf. 1939 wurden in Follmersdorf 706 Einwohner gezählt.
Als Folge des Zweiten Weltkriegs fiel Follmersdorf 1945 an Polen und wurde in Chwalisław umbenannt. Die deutsche Bevölkerung wurde 1945/46 vertrieben. Die neu angesiedelten Bewohner waren zum Teil Vertriebene aus Ostpolen. Von 1975 bis 1998 gehörte Chwalisław zur Woiwodschaft Wałbrzych. Kirchlich war es bis 2004 dem Erzbistum Breslau eingegliedert, seither gehört es zum neu gegründeten Bistum Świdnica.

## Sehenswürdigkeiten
- Die Kirche St. Jakobus d. Ä. (Kościół Św. Jakuba Starszego) wurde 1722–1726 im Stil des Spätbarock errichtet. Der Rokoko-Hauptaltar ist aus der Mitte des 18. Jahrhunderts.
- Sandsteinfigur des böhmischen Landespatrons Johannes von Nepomuk aus dem Jahre 1728.